# Фокинцы
Фокинцы — деревня в Пригородном районе Свердловской области России. Входит в муниципальный округ Горноуральский, управляется Петрокаменской территориальной администрацией.
Ранее деревня входила в состав Петрокаменского сельсовета Пригородного района.

## География
Деревня Фокинцы расположена в 47 километрах к юго-востоку от города Нижнего Тагила (в 59 километрах по дорогам) и в трёх километрах к юго-востоку от большого села Петрокаменского, из которого ведёт тупиковая дорога до деревни. Деревня состоит всего из одной улицы Мичурина, протянувшейся у левого берега реки Беляковки (правого притока Нейвы). Местность по оевому берегу Беляковки открытая, на правом берегу лес. 

## Население
| 2002 | 2010 | 2021 |
| ---- | ---- | ---- |
| 7    | ↘4   | ↗6   |